# 南山科技联合大厦

南山科技联合大厦，是中国深圳市的一座摩天大楼，位于南山区科技园区项目，高307公尺、67层楼，于2019年动工、预计2026年完工，是深圳前三十高楼。